# Bedoń Przykościelny
Nowy Bedoń is een plaats in het Poolse district  Łódzki wschodni, woiwodschap Łódź. De plaats maakt deel uit van de gemeente Andrespol en telt 1289 inwoners.